# شهرستان لیلک
شهرستان لیلک (به قرقیزی:Лейлек району، لەيلەك رايونۇ)(به روسی: Лейлекский район) یک شهرستان از استان بادکند است که در جنوب غربی قرقیزستان واقع شده‌است. این شهرستان دارای مساحت ۴۶۵۳ کیلومترمربع (۱۷۹۷ مایل مربع) می‌باشد. مرکز این شهرستان شهر اسفنه است.

## خصوصیات
شهرستان لیلک بر اساس آمار سال ۲۰۰۹، مشتمل بر یک شهر و ۴۶ منطقه مسکونی، و دارای ۱۱۶،۸۶۱ نفر جمعیت است.